# Sposalizio del Mare
El Sposalizio del Mare és el nom d'una festa que commemora el domini de Venècia sobre el mar i la relació especial que manté amb aquest i que se celebra des de l'any 1000 aproximadament.. Aquesta festivitat es va exportar a Pisa. Transcorre durant la celebració de l'Ascensió de Jesús i suposa la cristianització d'una festa anterior, pagana, on es demanava als déus que fossin favorables als navegants. El nom de "matrimoni" que té la festa ve del costum de llançar un anell simbòlic a les aigües per segellar la unió de per vida amb el mar.